# Melissa Benoist

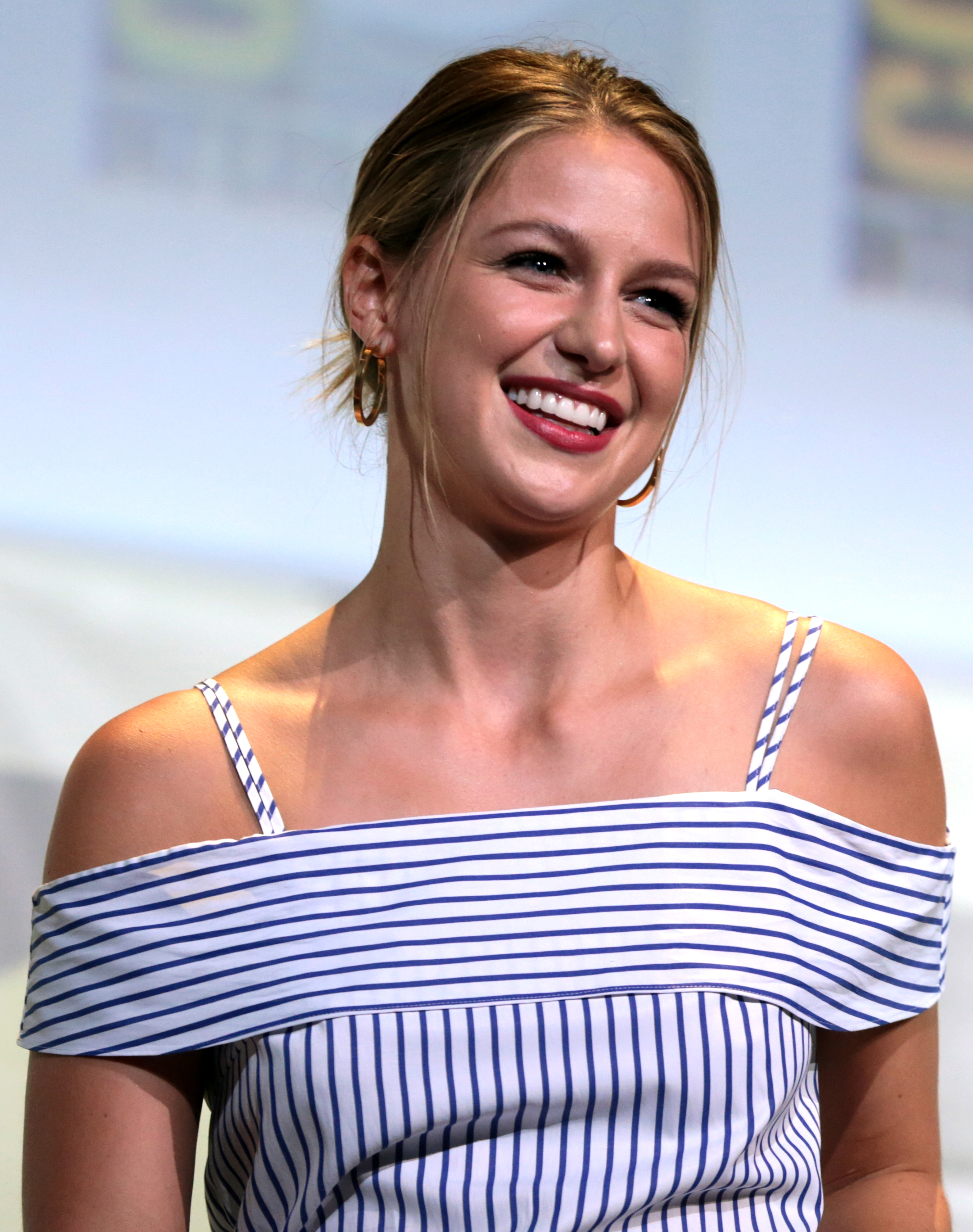
Melissa Benoist bei der Comic-Con (2016)

Melissa Marie Benoist [bə'nɔɪst] (* 4. Oktober 1988 in Houston, Texas) ist eine US-amerikanische Sängerin und Schauspielerin. Sie ist bekannt für ihre Rolle der Kara Danvers/Supergirl in der Fernsehserie Supergirl, wofür sie 2017 mit dem Saturn Award als Beste TV-Hauptdarstellerin ausgezeichnet wurde.

## Leben und Karriere
Melissa Benoist wurde als Tochter von Julie und Jim Benoist in Houston, Texas, geboren. Ihr Urgroßvater väterlicherseits ist französischer Abstammung. Des Weiteren hat sie auch deutsche, englische und schottische Ahnen. Sie hat zwei Schwestern, Jessica, eine Schriftstellerin, Kristina, eine Umweltwissenschaftlerin und fünf Halbgeschwister aus der zweiten Ehe ihres Vaters. Nach der Scheidung ihrer Eltern in jungen Jahren wuchs sie bei ihrer Mutter in Denver auf.
Mit drei Jahren begann sie mit Tanzkursen und als Teenager schloss sie sich der Musiktheaterschule Academy of Theatre Arts in Littleton an. Darauf folgten weitere regionale Theaterproduktionen. 2007 schloss sie die Arapahoe High School in Centennial, Colorado, ab und zog nach New York City um Musicaltheater zu studieren. Dort besuchte sie das Marymount Manhattan College. Im zweiten Jahr wechselte sie ins ernsthafte Theaterfach, das sie 2011 mit dem Bachelor of Arts in Theater abschloss. Während des Studiums trat sie am Off-Off-Broadway im Musical Thoroughly Modern Millie und am Theresa Lang Theatre als Rosalind in Wie es euch gefällt auf.
Ihr erster Film war 2008 Tennessee an der Seite von Mariah Carey. Darauf folgten Episodenrollen bei Criminal Intent – Verbrechen im Visier, Law & Order: Special Victims Unit, Blue Bloods – Crime Scene New York und Good Wife. 2011 war sie in zwei Folgen von Homeland zu sehen. Bekannt wurde sie durch ihre Rolle als Marley Rose in der Fox-Serie Glee. Sie war zwischen 2012 und 2014 in der vierten und fünften Staffel zu sehen. 2014 spielte sie an der Seite von Miles Teller und J. K. Simmons in Damien Chazelles vielfach ausgezeichneten Filmdrama Whiplash. Von Oktober 2015 bis November 2021 spielte sie die Titelrolle der Kara Zor-El/Kara Danvers in der Serienverfilmung des DC Comics Supergirl. Dieselbe Rolle übernahm sie in mehreren Gastauftritten in anderen Serien des Arrowverse wie Arrow und The Flash. Sie war 2015 in der Literaturverfilmung Kein Ort ohne dich zu sehen. In Peter Bergs Thriller Boston aus dem Jahr 2016 über den Anschlag auf den Boston-Marathon 2013 ist sie neben Mark Wahlberg zu sehen und stellte die Frau des Attentäters dar. Von Juni bis August 2018 spielte sie am Broadway am Stephen Sondheim Theatre in dem Stück Beautiful: The Carole King Musical die titelgebende Figur über das frühe Leben und die Karriere von Carole King.
2021 hat Benoist die Produktionsfirma Three Things Productions gegründet und einen mehrjährigen Vertrag mit Warner Bros. Television abgeschlossen. Sie will weiterhin als Schauspielerin arbeiten, aber auch als Produzentin agieren.

## Privatleben
Im März 2015 heiratete sie ihren Glee-Kollegen Blake Jenner. Ende Dezember 2016 gab sie die Entscheidung, sich wegen „unüberbrückbarer Differenzen“ von Blake Jenner zu scheiden, bekannt. Die Scheidung wurde im Dezember 2017 vollzogen. Im November 2019 veröffentlichte sie ein emotionales Video auf Instagram, in dem sie über persönliche Erfahrung mit häuslicher Gewalt berichtete. Sie nannte dabei nie den Namen ihres Ex-Mannes Jenner. Unter anderem ist eine Augenverletzung und gebrochene Nase aus dem Jahr 2015, die Benoist zunächst mit einem Treppensturz erklärte, auf Gewalteinwirkungen von Jenner zurückzuführen, der ein Handy nach ihr warf. Ihre Beziehung war von wiederholter häuslicher Gewalt geprägt. Benoist sagt in dem Video, dass sie ihre Geschichte erzählen möchte, weil häusliche Gewalt ein Verbrechen ist, über das zu wenig berichtet wird. Blake Jenner gestand im Oktober 2020 den Wurf mit dem Handy ein.
Im Oktober 2017 half sie ihrem Schauspielkollegen Chris Wood beim Launch der Website I Don't Mind zur Entstigmatisierung psychischer Erkrankungen. Sie selbst sagt, dass Wood ihr geholfen und ermöglicht habe, über Depressionen und Angstzustände, mit denen sie seit ihrem 13. Lebensjahr zu kämpfen habe, zu sprechen, um ihre Erfahrungen im Zusammenhang mit Depressionen mit anderen teilen zu können.
Im Februar 2019 verlobte sie sich mit Chris Wood. Das Paar heiratete am 1. September 2019. Im Sommer 2020 kam ihr gemeinsamer Sohn auf die Welt.

## Filmografie (Auswahl)
- 2008: Tennessee
- 2010: Criminal Intent – Verbrechen im Visier (Law & Order: Criminal Intent, Fernsehserie, Episode 9x04)
- 2010: Blue Bloods – Crime Scene New York (Blue Blood, Fernsehserie, Episode 1x03)
- 2010: Law & Order: Special Victims Unit (Fernsehserie, Episode 12x05)
- 2010: Good Wife (The Good Wife, Fernsehserie, Episode 2x09)
- 2011: Homeland (Fernsehserie, Episode 1x02–1x03)
- 2012–2014: Glee (Fernsehserie, 42 Episoden)
- 2014: Whiplash
- 2015: Kein Ort ohne dich (The Longest Ride)
- 2015: Band of Robbers
- 2015–2021: Supergirl (Fernsehserie, 126 Episoden)
- 2015: Mr. Collins’ zweiter Frühling (Danny Collins)
- 2016: Boston (Patriots Day)
- 2016: Lowriders
- 2016–2017, 2020: Legends of Tomorrow (Fernsehserie, 3 Episoden)
- 2016–2019: The Flash (Fernsehserie, 5 Episoden)
- 2016–2018, 2020: Arrow (Fernsehserie, 5 Episoden)
- 2017: Juvenile
- 2017: Sun Dogs
- 2017: Billy Boy
- 2017–2018: Freedom Fighters: The Ray (Fernsehserie, 8 Episoden, Stimme)
- 2018: Waco (Fernsehserie, 6 Episoden)
- 2019: Jay and Silent Bob Reboot
- 2019: Batwoman (Fernsehserie, Episode 1x09)
- 2020: Robot Chicken (Fernsehserie, Episode 10x18, Stimme)
- 2022: Clerks III
- 2024: Masters of the Universe – Revolution (Fernsehserie, 5 Episoden, Stimme)
- 2024: The Girls on the Bus (Fernsehserie, 10 Episoden)
- 2025: The Waterfront (Fernsehserie)

## Theater
- 2000: The Sound of Music (Rolle: Brigitta von Trapp, Country Dinner Playhouse)
- 2003: The Sound of Music (Rolle: Liesl von Trapp, Town Hall Arts Center, Littletown, Colorado)
- 2006: Bye Bye Birdie (Rolle: Kim McAfee, Littleton Town Hall Arts Center)
- 2006: A Month in the Country (Rolle: Vera Aleksandrovna, Littleton Town Hall Arts Center)
- 2006: A Chorus Line (Rolle: Bebe Benzenheimer, Littleton Town Hall Arts Center)
- 2007: Rodger and Hammerstein’s Cinderella (Rolle: Cinderella, Littleton Town Hall Arts Center)
- 2007: Footloose (Rolle: Ariel Moore, Littleton Town Hall Arts Center)
- 2007: Evita (Rolle: Perón's Mistress, Country Dinner Playhouse)
- 2007: The 25th Annual Putnam County Spelling Bee (Rolle: Olive Ostrovsky, Arapahoe High School, Colorado)
- 2009: Thoroughly Modern Millie (Rolle: Millie Dilmount, Marymount Manhattan College)
- 2009: As You Like It (Rolle: Rosalinde, Theresa Lang Theatre)
- 2011: The Unauthorized Biography of Samantha Brown (Rolle: Kelly, Goodspeed Musicals)
- 2018: Terms of Endearment (Rolle: Emma Greenway-Horton, Geffen Playhouse, Los Angeles)

Broadway
- 2018: Beautiful: The Carol King Musical (Rolle: Carole King, Stephen Sondheim Theatre)

## Auszeichnungen und Nominierungen
Saturn Award
- 2016: Ausgezeichnet mit dem Breakthrough Performance Award für Supergirl
- 2016: Nominierung als Beste TV-Hauptdarstellerin für Supergirl
- 2017: Ausgezeichnet als Beste TV-Hauptdarstellerin für Supergirl
- 2018: Nominierung als Beste TV-Hauptdarstellerin für Supergirl

Teen Choice Award
- 2013: Nominierung als Choice TV Breakout Star für Glee
- 2017: Ausgezeichnet als Choice Action TV Actress für Supergirl
- 2017: Nominierung als Choice Liplock (mit Chris Wood) für Supergirl
- 2017: Nominierung als Choice TV Ship (with Chris Wood) für Supergirl